# リトルロック高校事件

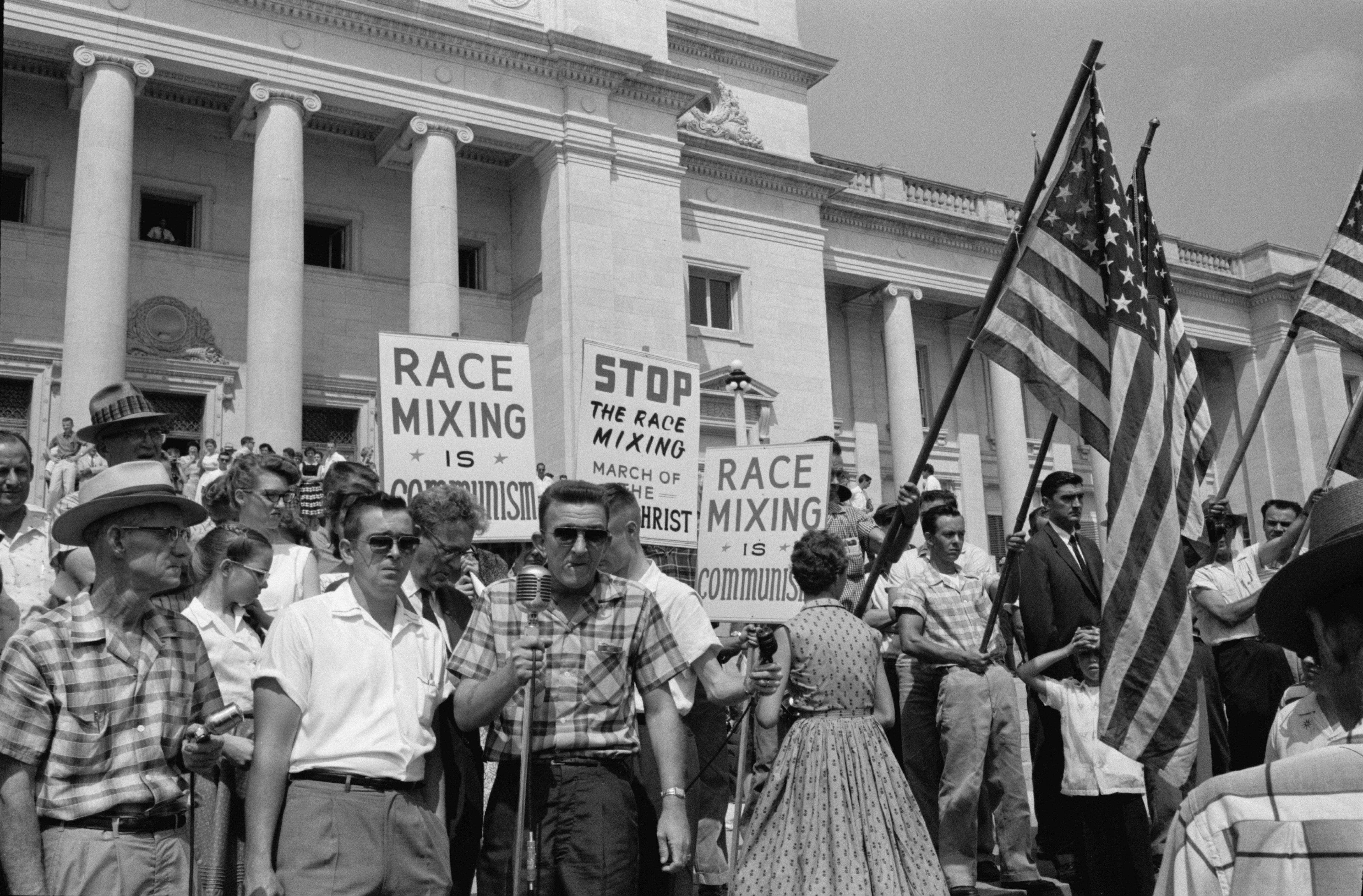
黒人生徒の入学に反対し学校を封鎖する白人たち。プラカードには「人種混合は共産主義だ」「反キリストの人種混合行進を止めよう」と書かれている

リトルロック高校事件（リトルロックこうこうじけん、英：Little Rock Nine）とは、1957年にアメリカ合衆国のアーカンソー州リトルロックで起こった人種差別騒動。アメリカ公民権運動における重大事件のひとつである。

## 概要

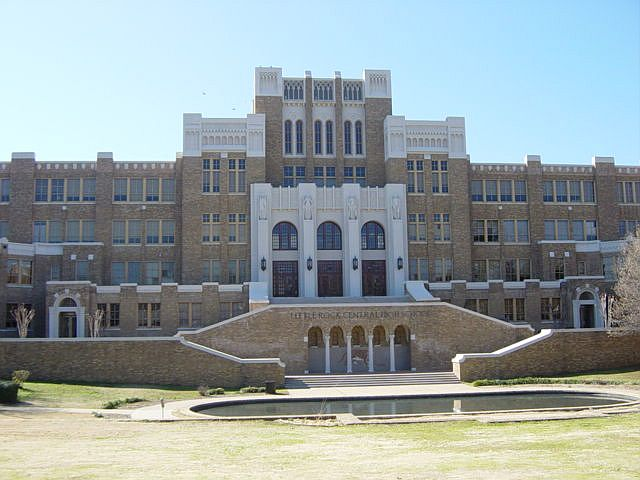
リトルロック・セントラル高校

1954年のブラウン判決によって、それまで行なわれていた公立学校における白人と黒人の分離教育が違憲となり、各地で白人と黒人が同じ学校に通う融合教育化が進められるようになった。
アーカンソー州は人種偏見の強い南部の中では差別撤廃に最も積極的な州ではあったが、1957年にリトルロック・セントラル高校の融合教育化が決定すると、当時のアーカンソー州知事オーヴァル・フォーバスは州兵を学校に送って黒人学生の登校を阻止した。異人種融合に反対する地元の白人も大群衆となって学校を取り巻き、黒人学生の登校に反対した。
リトルロック市長ウッドロー・ウィルソン・マンがフォーバス知事に法律順守を進言したが拒否されたため、マン市長はドワイト・D・アイゼンハワー大統領に軍の派遣を要請した。アイゼンハワー大統領は事件について報告されていたにもかかわらず、州の権限に介入することによる政治的問題が起こることを鑑みて静観していたが、騒動がテレビで大々的に報じられ国内外で大きな注目を浴びるに至り、市長の要請に応じて陸軍第101空挺師団をリトルロックへ送り込んだ。入学予定の9人の黒人学生（#リトルロックの9人）は軍の護衛付きで登校した。
その後も軍の警護がついたが、校内では白人生徒による黒人生徒への激しいいじめや命にかかわるような暴力的な嫌がらせが続き、耐えかねて一人が中退したが、1958年に一人が無事卒業した。フォーバス知事は、騒動後も融合教育に反対し続け、融合を命じられた高校3校を突然閉校するという暴挙にまで及んだ。
1959年、ジャズ・ミュージシャンのチャールズ・ミンガスはこの事件を揶揄する曲『フォーバス知事の寓話』を発表し、歌詞の中で知事とアイゼンハワー大統領を激しく批判した。
ビートルズの著名な楽曲の一つである「ブラックバード」は、公民権運動が高まった1960年代にポール・マッカートニーがリトルロック高校事件を題材にして書いた楽曲である。
フォーバス知事は地元民の支持を受け、1967年の退任まで12年間も知事職を務めた。リトルロックのすべての高校で融合教育が実施されたのは1972年である。

## 経過

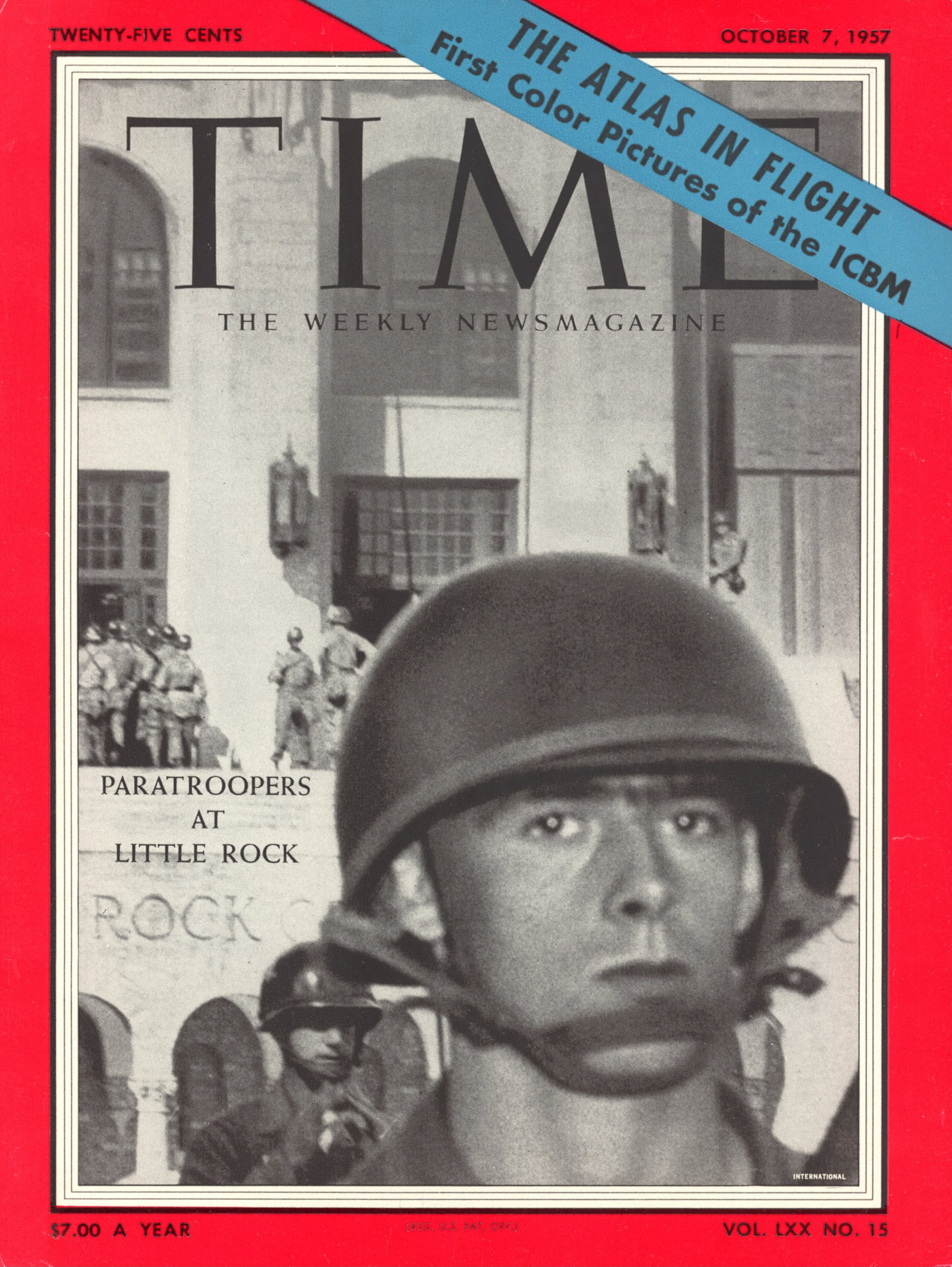
タイム誌の表紙を飾るリトルロック高校事件

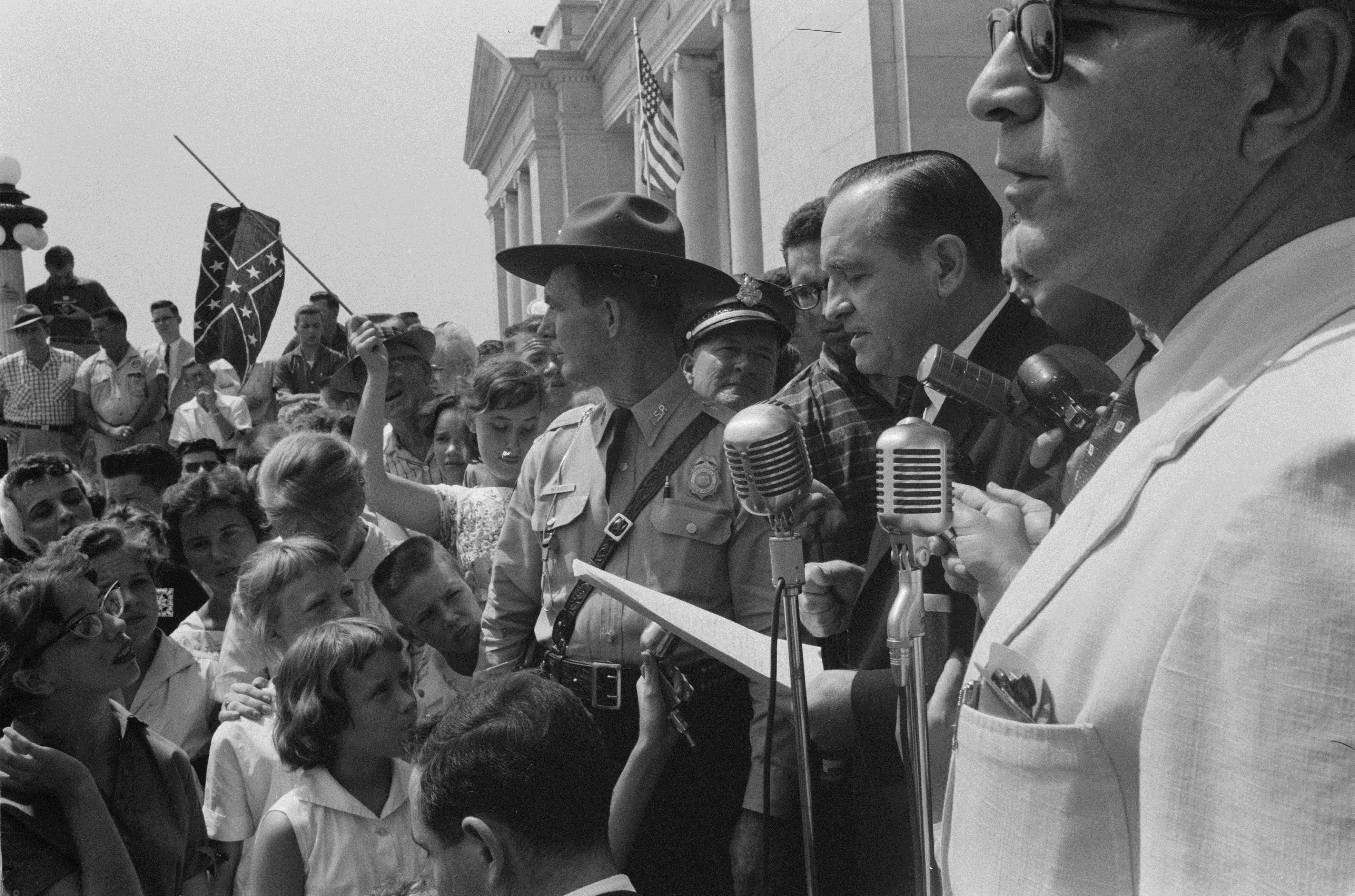
黒人生徒の入学に反対する声明を読み上げる州知事フォーバス（右から2番目）

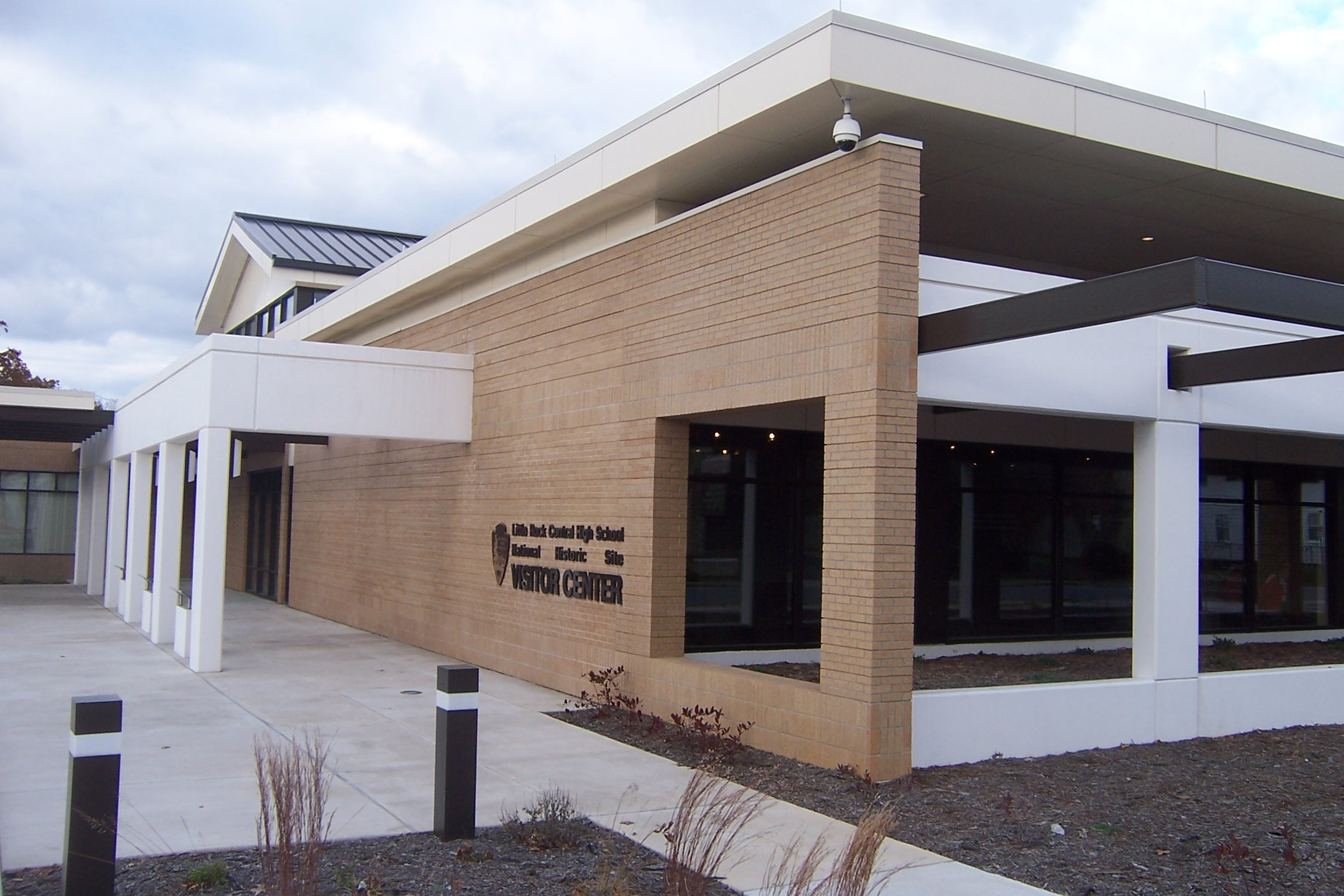
高校付近のビジターセンター

- 1954年5月17日 ブラウン判決により、分離教育が違憲とされる。
- 1954年5月23日 リトルロック学校委員会が分離教育撤廃を宣言する。
- 1955年 学校委員会、1957年からリトルロック・セントラル高校の分離撤廃を決定（同州では1949年に大学1校、1951年に図書館1館、1955年に公共バスでの人種分離が撤廃されている）。
- 1957年春 同高校の通学範囲内に住む517人の黒人学生のうち、80人が転入を希望したが、委員会によって17人に絞られ、最終的に9人になる。この9人は公民権運動のシンボルとして「リトルロックの9人（Little Rock Nine）」と呼ばれるようになる。
- 1957年8月 セントラル高校の母親会が急遽組織され、暴動が予測されるとして融合を阻止する要望書を連邦地方裁判所に提出したが、判事によって却下される。
- 1957年9月2日 暴動が予測されるという名目で、黒人学生の登校を阻止するため、フォーバス知事が州兵に命令を出す。
- 1957年9月3日 連邦地方裁判所判事から4日から授業を開始するよう命令が出る。
- 1957年9月4日 知事に命じられた100人の州兵が高校に配置される。市民約400人も集まり、9人の黒人に罵声を浴びせるなどして入学阻止。一人はリンチを受けたが、未遂で終わる。
- 1957年9月20日 警察出動。
- 1957年9月23日 1000人の白人が高校を取り巻いたため、黒人学生は裏口から登校。それを知った群衆が暴徒化したため、黒人学生は退去。同夜、アイゼンハワー大統領が連邦法に従うよう声明発表。
- 1957年9月24日 市長ウッドロー・ウィルソン・マンが大統領に軍隊の派遣を要請。了承される。
- 1957年9月25日 派遣された陸軍第101空挺師団の部隊に守られながら黒人学生登校。
- 1957年12月　黒人学生の一人（ミニジーン・ブラウン）がいじめに対して反撃したところ、停学となり、のちに退学する。校内には白人学生による「一人脱落。あと8人（One down, Eight to go）」という貼り紙が貼られた。
- 1958年5月27日 黒人学生の一人（ジェファーソン・トーマス）が卒業。
- 1958年9月 フォーバス知事がリトルロックの融合教育指定高校3校を閉鎖。
- 1972年 リトルロックのすべての高校で融合教育が実施される[3]。

## リトルロックの9人
- アーネスト・グリーン(Ernest Green)
- エリザベス・エックフォード(Elizabeth Eckford)
- ジェファーソン・トーマス(Jefferson Thomas) - リトルロック・セントラル高校で初の黒人の卒業生となった。2010年9月5日、67歳で死去[4][5][6]。
- テレンス・ロバーツ(Terrence Roberts)
- カーロッタ・ウォールズ(Carlotta Walls LaNier)
- ミニジーン・ブラウン(Minnijean Brown) - 挑発に乗って白人生徒といざこざを起こしたため、停学処分となり、転校[7]。
- グロリア・レイ(Gloria Ray Karlmark)
- メルバ・パティロ(Melba Pattillo Beals)
- セルマ・マザーシェッド(Thelma Mothershed)